# Graciliano Ramos
Graciliano Ramos de Oliveira (Quebrangulo, 27 d'octubre de 1892 – Rio de Janeiro, 20 de març de 1953) va ser un periodista, escriptor, traductor, funcionari públic i polític brasiler, considerat un dels majors noms de la literatura brasilera. La seva principal obra és Vides Seques, de 1938.

## Biografia
Graciliano Ramos va néixer a Quebrangulo, província d'Alagoas, el 27 d'octubre de 1892. Primer de setze germans d'una família de classe mitjana del camp, va viure els primers anys en diverses ciutats del nord-est brasiler, com Buíque (Pernambuco), Viçosa, Maceió i Palmeira dos Índios (Alagoas). Acabant el segon grau en Maceió, va traslladar-se a Rio de Janeiro, on va passar un temps treballant com a periodista. El setembre de 1915, motivat per la mort dels germans Otacília, Leonor i Clodoaldo, i del nebot Heleno, víctimes d'una epidèmia de pesta bubònica, torna a casa. Aquell mateix any, Graciliano va contraure matrimoni amb Maria Augusta de Barros, qui va morir el 1920, deixant-li quatre fills.
Va ser elegit alcalde de Palmeira dos Índios el 1927, prenent possessió l'any següent. Havia comptat amb el recolzament del governador de la província i, impulsat per tractar-se d'un nom aliè a l'esfera política, va ser elegit en un plet d'una candidatura només. Va mantenir-se en el càrrec durant dos anys, renunciant el 10 d'abril de 1930. Els informes de l'alcaldia que havia escrit van cridar l'atenció d'Augusto Frederico Schmidt, editor carioca que el va animar a publicar el llibre Caetés (1933).
Entre 1930 i 1936. va viure a Maceió, treballant com a director de la Premsa Oficial de l'estat, professor i director del departament d'Ensenyament Públic de l'estat. El 1934 va publicar São Bernardo i, quan es preparava per publicar el proper llibre, va ser arrestat després de la Intentona Comunista de 1935. Va ser dut a Rio de Janeiro, on va restar en presó provisional durant onze mesos. Va ser alliberat sense haver sigut acusat formalment. Anys més tard, relataria la seva experiència entre reixes a Memórias do Cárcere, publicat poc després de la seva mort (1953).
Amb ajuda d'amics, entre els quals José Lins del Rego, aconsegueix publicar Angústia (1936), aclamada per la crítica. Amb la seva representació de l'angoixa, pot ser considerat un precursor de l'existencialisme.
En 1938, va publicar la seva quarta i darrera novel·la, Vides Seques. Ramos presenta una família de migrants de l'interior del nord-est, que pateixen una vida infrahumana, condicionada per la sequera, la pobresa, la fam, la desigualtat social, les lluites de classes i, consecutivament, un calidoscopi de sentiments, pensaments, desitjos i emocions, barrejats amb la duresa del clima semiàrid. Això els obliga a viure i buscar mitjans de supervivència, expressant així un reflex artístic encara molt fort de la denúncia política i de la situació històrico-social de la regió.
A continuació es va establir de nou a Rio, com a inspector federal d'ensenyament. El 1945, un cop va terminar l'era Vargas, va incorporar-se al Partit Comunista Brasiler. També aquell any va publicar Infância, un relat autobiogràfic.
Va tenir un altre fill amb la segona esposa, Heloísa Medeiros Ramos. Els anys següents, va realitzar alguns viatges a Europa amb ella. De les cròniques d'aquells viatges, sorgiria anys després el llibre pòstum Viagem (1954). Va emmalaltir greument el 1952. A inicis de 1953, va ser ingressat, però va acabar morint el 20 de març, als 60 anys, víctima de càncer de pulmó.
Després d'una pugna de gairebé una dècada pels drets editorials de l'autor, la família va signar un nou acord amb l'editora Martins. que va publicar la seva obra completa en la dècada del 1960. A més, van llançar-se obres inèdites: Pequena História da República, publicada dintre d' Alexandre e outros heróis un compendi de relats juvenils; Linhas tortas, que compilava diversos textos publicats en premsa; i Viventes das Alagoas, que compilava cròniques publicades en la revista de propaganda varguista Cultura Política. Les seves cartes només serien publicades en la dècada de 1980.

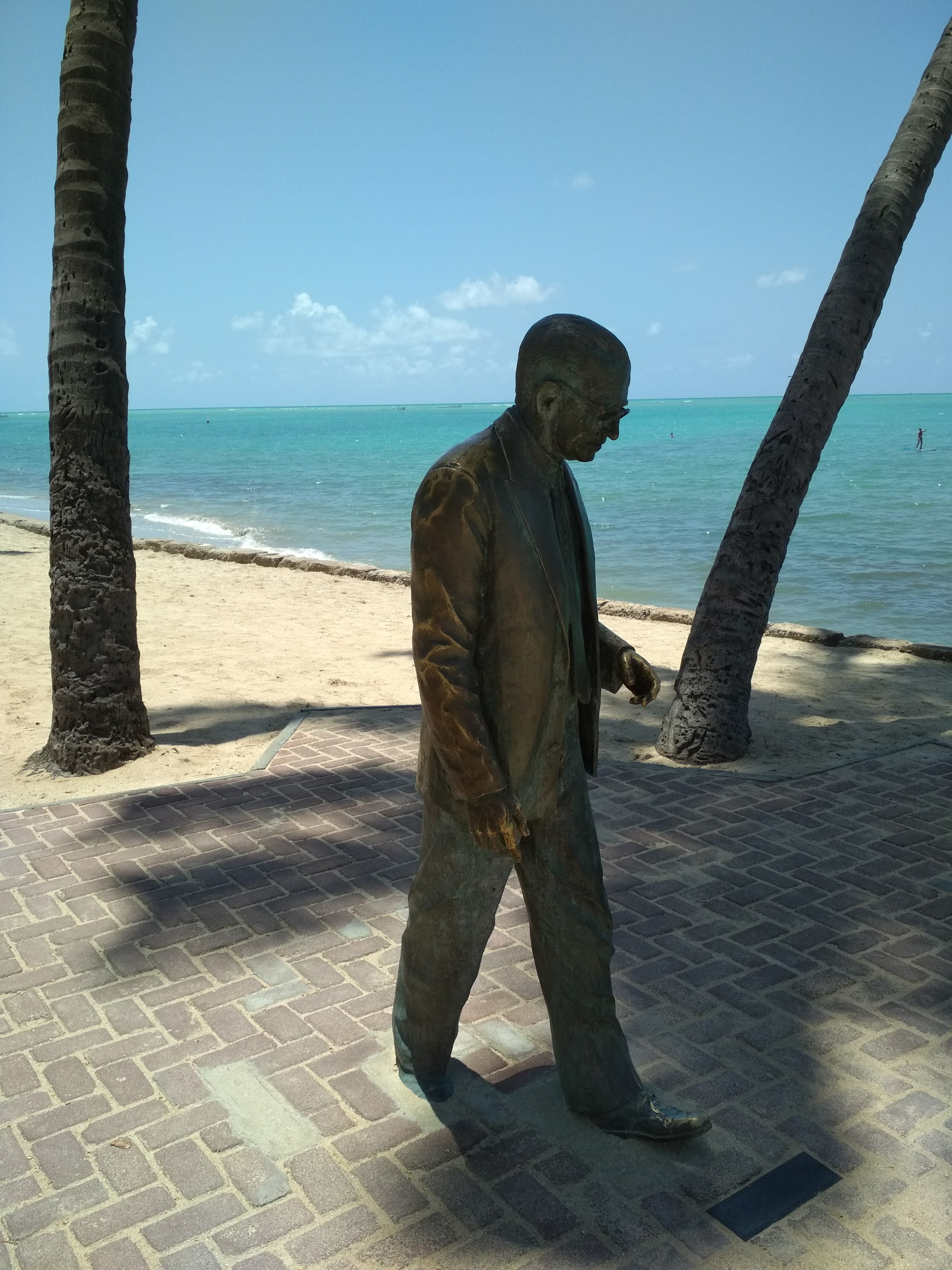
Escultura de bronze en homenatge a l'escriptor Graciliano Ramos, situada en la platja de Punta Verde de Maceió, Alagoas.

## Homenatges i premis

### Tributs
El director de cinema Nelson Pereira dos Santos va adaptar Vidas Secas l'any 1963. La pel·lícula, enquadrada en el moviment del Cinema novo, va rebre l'any següent un dels premis del Festival de Cinema de Valladolid.
L'any 2020, els botànics brasilers James L. Costa-Lima i Earl Chagas van batejar una nova espècie amb el nom de l'escriptor. La planta pertany al gènere Dicliptera, de la família de les acantàcies, i el seu nom científic és Dicliptera gracilirama. És endèmica de la mata atlàntica del Nord-est del Brasil i, fins al moment, s'ha trobat només en la Reserva Biològica de Pedra Talhada, a Quebrangulo, la ciutat natal de Graciliano Ramos.

### Guardons
- 1936 - Premi Lima Barreto (Revista Acadèmica), per Angoixa.
- 1939 - Premi de Literatura infantil i juvenil (Ministeri d'Educació), per A terra dos meninos pelados.
- 1942 - Premi Felipe de Oliveira, al conjunt de la seva obra.
- 1962 - Premi de la Fundació William Faulkner (Estats Units) - Vides Seques, com a llibre representatiu de la literatura brasilera contemporània.
- 2000 - Personalitat Alagoana del segle xx.[19]
- 2003 - Medalla Chico Mendes de Resistència.[20]
- 2013 - El Govern Federal va triar Memórias do Cárcere pel Programa Nacional Biblioteca d'Escola.[21]